# Astrid Gräfin von Hardenberg
Astrid Gräfin von Hardenberg (* 5. Mai 1925 in Potsdam; † 4. Februar 2015 in Berlin) war die Tochter des Widerstandskämpfers Carl-Hans Graf von Hardenberg und Renate von der Schulenburg.

## Leben
1942 nahm von Hardenberg das Studium an der Musikhochschule in Berlin auf, das sie aber 1943 wegen des Einsatzes als Rote-Kreuz-Schwester, zuletzt im Militärlazarett von Rosenheim, abbrechen musste. Im Sommer 1944 wurde der Elternbesitz wegen Beteiligung der Familie am Attentat vom 20. Juli 1944 beschlagnahmt.
Sie arbeitete bis 1990 als Beamtin bei der EU-Kommission in Brüssel.
Nach der politischen Wende hatte Friedrich Karl von Hardenberg, der als Carl-Hans Graf von Hardenbergs Sohn erbberechtigt war, Antrag auf Restitution gestellt. Aus Altersgründen übergab er die Angelegenheit seiner Schwester Astrid Gräfin von Hardenberg und seinem Neffen Gebhard von Hardenberg. Der Antrag wurde 1993 positiv beschieden, und 1996 wurde Schloss Neuhardenberg der Familie von Hardenberg rückübertragen.
Das Schloss und der Park wurden an den Deutschen Sparkassen- und Giroverband verkauft. Ein Jahr später begann die Restaurierung des Schlosses und des gesamten Areals. Der Schlosspark wurde neu gestaltet und das Denkmal für Friedrich II. restauriert. Der Deutsche Sparkassen- und Giroverband errichtete eine internationale Kultur- und Begegnungsstätte und gründete die „Stiftung Schloss Neuhardenberg“.
Die Familie von Hardenberg behielt die Lietzener Komturei und das Neuhardenberger Gut. Im Jahr 1998 gründete Astrid Gräfin von Hardenberg die Carl-Hans von Hardenberg Stiftung im Andenken an ihren Vater. Die Stiftung fördert die Ausbildung und Erziehung von Jugendlichen im Landkreis Märkisch-Oderland und in angrenzenden Gebieten, auch jenseits der deutsch-polnischen Grenze. Die Stiftung unterstützt das soziale Engagement und die schöpferischen Kräfte von Jugendlichen. Christlich orientierten Einrichtungen und Trägern von Kinder- und Jugendarbeit und dem grenzüberschreitenden Austausch von Jugendlichen gilt die besondere Aufmerksamkeit der Stiftung. Astrid Gräfin von Hardenberg war Vorsitzende der Stiftung und ihre Nichte Amelie Gräfin von Hardenberg ist Mitglied des Kuratoriums.
Das Rosenzüchter-Unternehmen Rosen Tantau hat ihr im Jahr 2001 eine Rosensorte gewidmet, welche die Goldmedaille als Beste Duftrose im Internationalen Rosenwettbewerb in Rom 2002 erhielt. Astrid von Hardenberg wurde auf dem Familienfriedhof in Neuhardenberg beigesetzt.

## Ehrungen
- 2005: Verdienstkreuz 1. Klasse der Bundesrepublik Deutschland